# European Poker Tour

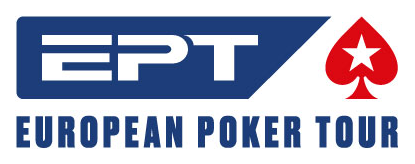
Logotipo del European Poker Tour 2021

European Poker Tour de Pokerstars.com (EPT) se inició en 2004 como parte de la explosión en todo el mundo del Texas Hold'em. Es una serie de torneos de póquer televisados similares a los de la World Series of Poker (WSOP).
Entre las temporadas 1 y 3, la diferencia más significativa entre los tours de poker fue el buy-in (inscripción) y su efecto en la bolsa de premios. Esto cambió en la temporada 4, cuando el buy-in para la mayoría de los eventos del EPT se aumentó a 5.000 €. (Debido a la popularidad creciente y la falta de espacio en los casinos de participantes). En 2007 los tipos de cambio, esto es aproximadamente igual a los EE. UU. $ 10.000 que es el buy-in para la mayoría de los eventos del WPT.
Por otra parte, la mesa final se compone de 8 jugadores, a diferencia de los 9 jugadores que la disputan en las WSOP o los 6 del WPT.
El EPT es propiedad de PokerStars y grabado por Sunset + Vine para la televisión en toda Europa.
La gira fue creado por John Duthie, ganador de la edición inaugural del torneo Poker Million. Duthie era el comentarista del espectáculo, junto a Colin Murray para el primer par de temporadas. Desde mediados de la temporada 3, James Hartigan ha sido el comentarista principal, con jugadores profesionales que proporcionaban análisis y estadísticas (Greg Raymer, Daniel Negreanu y Victoria Coren). Hartigan también presenta la transmisión en vivo de cada evento. El programa de televisión fue presentado por Caroline Flack, y a continuación, acompañada por Natalie Pinkham. En las temporadas 4 y 5 fueron presentadas por Kara Scott, mientras que en la 6 y 7, la presentadora fue Michelle Orpe. A partir de la temporada 8, los comentarios han sido a cargo de James Hartigan y Joe Stapleton, con diversos colaboradores como Kristy Arnett, Sarah Grant, Laura Cornelius o Lynn Gilmartin.

## Temporada 1
| Fecha                    | Ciudad     | Evento                            | Ganador          | Premio       |
| ------------------------ | ---------- | --------------------------------- | ---------------- | ------------ |
| 18 de septiembre de 2004 | Barcelona  | Barcelona Open 2004               | Alexander Stevic | 80.000 €     |
| 9-10 de octubre de 2004  | Londres    | European Poker Classics           | John Shipley     | £ 200.000    |
| 23 de octubre de 2004    | Dublín     | The Irish Winter Tournament       | Ram Vaswani      | 93.000 €     |
| 29-30 de enero de 2005   | Copenhague | Scandinavian Open 2005            | Noah Boeken      | Kr 1.098.340 |
| 16-19 de febrero de 2005 | Deauville  | The French Open 2005              | Brandon Schaefer | 144.000 €    |
| 10-12 de marzo de 2005   | Viena      | 11th Vienna Spring Poker Festival | Pascal Perrault  | 184.500 €    |
| 16-20 de marzo de 2005   | Mónaco     | European Poker Tour Grand Final   | Rob Hollink      | 635.000 €    |

## Temporada 2
| Fecha                       | Ciudad         | Evento                                  | Ganador         | Premio      |
| --------------------------- | -------------- | --------------------------------------- | --------------- | ----------- |
| 16–17 de septiembre de 2005 | Barcelona      | Barcelona Open 2005                     | Jan Boubli      | €416,000    |
| 30 Sep–2 Oct 2005           | Londres        | The Grosvenor World Masters             | Mark Teltscher  | £280,000    |
| 4–6 de octubre de 2005      | Baden bei Wien | Poker EM/EPT Baden Classic              | Patrik Antonius | €288,180    |
| 29–30 de octubre de 2005    | Dublín         | The Irish Winter Festival of Poker 2005 | Mats Gavatin    | €317,000    |
| 19–22 de enero de 2006      | Copenhague     | EPT Scandinavian Open                   | Mads Andersen   | kr2,548,040 |
| 8–11 de febrero de 2006     | Deauville      | EPT French Open                         | Mats Iremark    | €480,000    |
| 7–11 de marzo de 2006       | Monte Carlo    | European Poker Tour Grand Final         | Jeff Williams   | €900,000    |

## Temporada 3
| Fecha                          | Ciudad         | Evento                           | Ganador              | Premio      |
| ------------------------------ | -------------- | -------------------------------- | -------------------- | ----------- |
| 13–16 de septiembre de 2006    | Barcelona      | 2006 Barcelona Open              | Bjørn-Erik Glenne    | €691,000    |
| 21–24 de septiembre de 2006    | Londres        | The European Poker Championships | Victoria Coren       | £500,000    |
| 7–10 de octubre de 2006        | Baden bei Wien | The Big Double 2006              | Duc Thang Nguyen     | €487,397    |
| 26–29 de octubre de 2006       | Dublín         | The Irish Masteres 2005          | Roland De Wolfe      | €554,300    |
| 17–20 de enero de 2007         | Copenhague     | EPT Scandinavian Open            | Magnus Petersson     | kr4,078,080 |
| 8–11 de marzo de 2007          | Dortmund       | EPT Dortmund                     | Andreas Høivold      | €672,000    |
| 14–17 de marzo de 2007         | Varsovia       | EPT Warsaw                       | Peter Willers Jepsen | zł1,226,711 |
| 28 de marzo–2 de abril de 2007 | Monte Carlo    | European Poker Tour Grand Final  | Gavin Griffin        | €1,825,010  |

## Temporada 4
| Fecha                                | Ciudad          | Evento                             | Ganador              | Precio      |
| ------------------------------------ | --------------- | ---------------------------------- | -------------------- | ----------- |
| 28 de agosto–2 de septiembre de 2007 | Barcelona       | Barcelona Open                     | Sander Lyloff        | €1,170,700  |
| 25–29 de septiembre de 2007          | London          | The European Poker Championships   | Joseph Mouawad       | £611,520    |
| 7–10 de octubre de 2007              | Baden bei Wien  | EPT Baden Classic                  | Julian Thew          | €670,800    |
| 30 de octubre–3 de noviembre de 2007 | Dublín          | EPT Dublin                         | Reuben Peters        | €532,620    |
| 10–14 de diciembre de 2007           | Praga           | EPT Prague                         | Arnaud Mattern       | €708,400    |
| 5–10 de enero de 2008                | Paradise Island | EPT PokerStars Caribbean Adventure | Bertrand Grospellier | $2,000,000  |
| 29 de enero–2 de febrero de 2008     | Dortmund        | EPT German Open                    | Michael McDonald     | €933,600    |
| 19–23 de febrero de 2008             | Copenhague      | EPT Scandinavian Open              | Tim Vance            | kr6,220,488 |
| 11–15 de marzo de 2008               | Varsovia        | EPT Polish Open                    | Michael Schulze      | zł2,153,999 |
| 1–5 de abril de 2008                 | Sanremo         | EPT Sanremo                        | Jason Mercier        | €869,000    |
| 12–17 de abril de 2008               | Monte Carlo     | European Poker Tour Grand Final    | Glen Chorny          | €2,020,000  |

## Temporada 5
| Fecha                                | Ciudad          | Evento                             | Ganador              | Premio      |
| ------------------------------------ | --------------- | ---------------------------------- | -------------------- | ----------- |
| 10–14 de septiembre de 2008          | Barcelona       | EPT Barcelona Open                 | Sebastian Ruthenberg | €1,361,000  |
| 1–5 de octubre de 2008               | Londres         | 2008 European Poker Championships  | Michael Martin       | £1,000,000  |
| 28 de octubre–1 de noviembre de 2008 | Budapest        | EPT Hungarian Open                 | Will Fry             | €595,839    |
| 15–19 de noviembre de 2008           | Varsovia        | EPT Polish Open                    | João Barbosa         | zł1,358,420 |
| 9–13 de diciembre de 2008            | Praga           | EPT Prague                         | Salvatore Bonavena   | €774,000    |
| 5–10 de enero de 2009                | Paradise Island | EPT PokerStars Caribbean Adventure | Poorya Nazari        | $3,000,000  |
| 20–24 de enero de 2009               | Deauville       | EPT Deauville                      | Moritz Kranich       | €851,400    |
| 17–21 de febrero de 2009             | Copenhague      | EPT Scandinavian Open              | Jens Kyllönen        | kr6,542,208 |
| 10–14 de marzo de 2009               | Dortmund        | EPT German Open                    | Sandra Naujoks       | €917,000    |
| 18–23 de abril de 2009               | Sanremo         | EPT Sanremo                        | Constant Rijkenberg  | €1,508,000  |
| 28 de abril–3 de mayo de 2009        | Monte Carlo     | European Poker Tour Grand Final    | Pieter De Korver     | €2,300,000  |

## Temporada 6
| Fecha                      | Ciudad      | Evento                             | Ganador             | Premio      |
| -------------------------- | ----------- | ---------------------------------- | ------------------- | ----------- |
| 18–23 de agosto de 2009    | Kiev        | EPT Kiev Sports Poker Championship | Maxim Lykov         | €330,000    |
| 4–9 de septiembre de 2009  | Barcelona   | EPT Barcelona                      | Carter Phillips     | €850,000    |
| 2–7 de octubre de 2009     | Londres     | EPT London                         | Aaron Gustavson     | £850,000    |
| 20–25 de octubre de 2009   | Varsovia    | EPT Warsaw                         | Christophe Benzimra | zł1,493,170 |
| 17–22 de noviembre de 2009 | Villamoura  | EPT Vilamoura                      | António Matias      | €404,793    |
| 1–6 de diciembre de 2009   | Praga       | EPT Prague                         | Jan Skampa          | €682,000    |
| 20–25 de enero de 2010     | Deauville   | EPT Deauville                      | Jake Cody           | €847,000    |
| 16–21 de febrero de 2010   | Copenhague  | EPT Copenhagen                     | Anton Wigg          | kr3,675,000 |
| 2–7 de marzo de 2010       | Berlín      | EPT Germany                        | Kevin MacPhee       | €1,000,000  |
| 21–16 de marzo de 2010     | Salzburgo   | ETP Snowfest                       | Allan Bække         | €445,000    |
| 15–21 de abril de 2010     | Sanremo     | ETP Sanremo                        | Liv Boeree          | €1,250,000  |
| 25–30 de abril de 2010     | Monte Carlo | European Poker Tour Grand Final    | Nicolas Chouity     | €1,700,000  |

## Temporada 7
| Fecha                      | Ciudad     | Evento                          | Ganador              | Premio      |
| -------------------------- | ---------- | ------------------------------- | -------------------- | ----------- |
| 11–16 de agosto de 2010    | Tallin     | EPT Tallinn                     | Kevin Stani          | €400,000    |
| 28 Ago–2 Sep 2010          | Villamoura | EPT Vilamoura                   | Toby Lewis           | €467,835    |
| 29 Sep–4 Oct 2010          | Londres    | EPT London                      | David Vamplew        | £900,000    |
| 26–31 de octubre de 2010   | Viena      | EPT Vienna                      | Michael Eiler        | €700,000    |
| 22–27 de noviembre de 2010 | Barcelona  | EPT Barcelona                   | Kent Lundmark        | €825,000    |
| 13–18 de diciembre de 2010 | Praga      | EPT Prague                      | Roberto Romanello    | €640,000    |
| 25–31 de enero de 2011     | Deauville  | EPT Deauville                   | Lucien Cohen         | €880,000    |
| 21–26 de febrero de 2011   | Copenhague | EPT Copenhagen                  | Michael Tureniec     | kr3,700,000 |
| 20–25 de marzo de 2011     | Salzburgo  | EPT Snowfest                    | Vladimir Geshkenbein | €390,000    |
| 5–10 de abril de 2011      | Berlín     | EPT Berlin                      | Ben Wilinofsky       | €825,000    |
| 27 Abr–3 de mayo de 2011   | Sanremo    | EPT Sanremo                     | Rupert Elder         | €930,000    |
| 7–12 de mayo de 2011       | Madrid     | European Poker Tour Grand Final | Ivan Freitez         | €1,500,000  |

## Temporada 8
| Fecha                      | Ciudad          | Evento                              | Ganador          | Premio        |
| -------------------------- | --------------- | ----------------------------------- | ---------------- | ------------- |
| 2–7 de agosto de 2011      | Tallin          | EPT Tallinn                         | Ronny Kaiser     | €275,000      |
| 27 Ago–1 Sep 2011          | Barcelona       | EPT Barcelona                       | Martin Schleich  | €850,000      |
| 30 Sep–6 Oct 2011          | Londres         | EPT London                          | Benny Spindler   | £750,000      |
| 21–27 de octubre de 2011   | Sanremo         | EPT Sanremo                         | Andrey Pateychuk | €800,000      |
| 15–20 de noviembre de 2011 | Loutraki        | EPT Loutraki                        | Zimnan Ziyard    | €347,000      |
| 5–10 de diciembre de 2011  | Praga           | EPT Prague                          | Martin Finger    | €720,000      |
| 5–15 de enero de 2012      | Paradise Island | 2012 PokerStars Caribbean Adventure | John Dibella     | $1,775,000    |
| 31 Ene–6 Feb 2012          | Deauville       | EPT Deauville                       | Vadzim Kursevich | €875,000      |
| 20–25 de febrero de 2012   | Copenhague      | EPT Copenhagen                      | Mickey Petersen  | DKK 2,515,000 |
| 12–17 de marzo de 2012     | Madrid          | EPT Madrid                          | Frederik Jensen  | €435,000      |
| 26–31 de marzo de 2012     | Campione        | EPT Campione                        | Jannick Wrang    | €640,000      |
| 16–21 de abril de 2012     | Berlín          | EPT Berlin                          | Davidi Kitai     | €712,000      |
| 25–30 de abril de 2012     | Monte Carlo     | EPT Monte Carlo Grand Final         | Mohsin Charania  | €1,350,000    |

## Temporada 9
| Fecha                     | Ciudad          | Evento                              | Ganador         | Premio     |
| ------------------------- | --------------- | ----------------------------------- | --------------- | ---------- |
| 19-25 de agosto de 2012   | Barcelona       | EPT Barcelona                       | Mikalai Pobal   | €1,007,550 |
| 5-11 de octubre de 2012   | Sanremo         | EPT Sanremo                         | Ludovic Lacay   | €744,910   |
| 9-15 de diciembre de 2012 | Praga           | EPT Prague                          | Ramzi Jelassi   | €835,000   |
| 7-13 de enero de 2013     | Paradise Island | 2013 PokerStars Caribbean Adventure | Dimitar Danchev | $1,859,000 |
| 3-9 de febrero de 2013    | Deauville       | EPT Deauville                       | Remi Castaignon | €770,000   |
| 10-16 de marzo de 2013    | Londres         | EPT London                          | Ruben Visser    | £595,000   |
| 21-27 de abril de 2013    | Berlín          | EPT Berlin                          | Daniel Pidun    | €880,000   |
| 6-12 de mayo de 2013      | Monte Carlo     | EPT Monte Carlo Grand Final         | Steve O'Dwyer   | €1,224,000 |

## Temporada 10
| Fecha                       | Ciudad          | Evento                              | Ganador             | Premio     |
| --------------------------- | --------------- | ----------------------------------- | ------------------- | ---------- |
| 1-7 de septiembre de 2013   | Barcelona       | EPT Barcelona                       | Tom Middleton       | €942,000   |
| 6-12 de octubre de 2013     | London          | EPT London                          | Robin Ylitalo       | £560,980   |
| 12-18 de diciembre de 2013  | Prague          | EPT Prague                          | Julian Track        | €725,700   |
| 7-13 de enero de 2014       | Paradise Island | 2014 PokerStars Caribbean Adventure | Dominik Panka       | $1,423,096 |
| 26 Ene-1 de febrero de 2014 | Deauville       | EPT Deauville                       | Sotirios Koutoupas  | €614,000   |
| 23-29 de marzo de 2014      | Viena           | EPT Vienna                          | Oleksii Khoroshenin | €578,392   |
| 14-20 de abril de 2014      | San Remo        | EPT Sanremo                         | Victoria Coren      | €476,100   |
| 26 Apr-2 de mayo de 2014    | Monte Carlo     | EPT Monte Carlo Grand Final         | Antonio Buonanno    | €1,200,000 |

## Temporada 11
| Fecha                            | Ciudad          | Evento                              | Ganador         | Premio     |
| -------------------------------- | --------------- | ----------------------------------- | --------------- | ---------- |
| 16-27 de agosto de 2014          | Barcelona       | EPT Barcelona                       | Andre Lettau    | €794,058   |
| 8-18 de octubre de 2014          | London          | EPT London                          | Sebastian Pauli | £499,700   |
| 7-17 de diciembre de 2014        | Prague          | EPT Prague                          | Stephen Graner  | €969,000   |
| 6-14 de enero de 2015            | Paradise Island | 2015 PokerStars Caribbean Adventure | Kevin Schulz    | $1,491,580 |
| 28 de enero-7 de febrero de 2015 | Deauville       | EPT Deauville                       | Ognyan Dimov    | €543,700   |
| 22-28 de marzo de 2015           | Portomaso       | EPT Malta                           | Jean Montury    | €687,400   |
| 26 de abril-8 de mayo de 2015    | Monte Carlo     | EPT Monte Carlo Grand Final         | Adrián Mateos   | €1,082,000 |

## Temporada 12
| Fecha                     | Ciudad          | Evento                              | Ganador            | Premio     |
| ------------------------- | --------------- | ----------------------------------- | ------------------ | ---------- |
| 19-30 de agosto de 2015   | Barcelona       | EPT Barcelona                       | John Juanda        | €1,022,593 |
| 21-31 de octubre de 2015  | Portomaso       | EPT Malta                           | Niall Farrell      | €534,300   |
| 6-16 de diciembre de 2015 | Prague          | EPT Prague                          | Hossein Ensan      | €754,510   |
| 6-14 de enero de 2016     | Paradise Island | 2016 PokerStars Caribbean Adventure | Mike Watson        | $728,325   |
| 10-20 de febrero de 2016  | Dublín          | EPT Dublin                          | Dzmitry Urbanovich | €561,900   |
| 26 Abr-6 de mayo de 2016  | Monte Carlo     | EPT Monte Carlo Grand Final         | Jan Bendik         | €961,800   |

## Temporada 13
| Fecha                     | Ciudad    | Evento        | Ganador                  | Premio     |
| ------------------------- | --------- | ------------- | ------------------------ | ---------- |
| 16-28 de agosto de 2016   | Barcelona | EPT Barcelona | Sebastian Malec          | €1,122,800 |
| 18-29 de octubre de 2015  | Portomaso | EPT Malta     | Aliaksei Boika           | €355,700   |
| 8-19 de diciembre de 2015 | Prague    | EPT Prague    | Jasper Meijer van Putten | €699,300   |

## PSC
| Fecha                         | Ciudad          | Evento          | Ganador             | Premio       |
| ----------------------------- | --------------- | --------------- | ------------------- | ------------ |
| 6-14 de enero de 2017         | Paradise Island | PSC Bahamas     | Christian Harder    | $429,664     |
| 14-20 de marzo de 2017        | Panama          | PSC Panama      | Kenneth Smaron      | $293,860     |
| 1-9 de abril de 2017          | Macau           | PSC Macau       | Elliot Smith        | HKD2,877,500 |
| 29 de abril-5 de mayo de 2017 | Monte Carlo     | PSC Monte Carlo | Raffaele Sorrentino | €466,714     |
| 25-31 de mayo de 2017         | Sochi           | PSC Sochi       | Pavel Shirshikov    | ₽29,100,000  |
| 21-27 de agosto de 2017       | Barcelona       | EPT Barcelona   | Sebastian Sorensson | €987,043     |
| 8-19 de diciembre de 2015     | Prague          | EPT Prague      | Kalidou Sow         | €675,000     |

## Ganadores por Países
| Posición | País            | Veces |
| -------- | --------------- | ----- |
| 1º       | Reino Unido     | 17    |
| 2º       | Estados Unidos  | 16    |
| 3º       | Alemania        | 14    |
| 4º       | Suecia          | 9     |
|          | Francia         | 9     |
| 6º       | Dinamarca       | 7     |
| 7º       | Canadá          | 6     |
| 8º       | Países Bajos    | 5     |
| 9º       | Noruega         | 3     |
|          | Rusia           | 3     |
| 11º      | Finlandia       | 2     |
|          | Portugal        | 2     |
|          | Líbano          | 2     |
|          | Bielorrusia     | 2     |
|          | Italia          | 2     |
|          | Polonia         | 2     |
|          | Bulgaria        | 2     |
| 18º      | República Checa | 1     |
|          | Venezuela       | 1     |
|          | Suiza           | 1     |
|          | Bélgica         | 1     |
|          | Ucrania         | 1     |
|          | Grecia          | 1     |
|          | España          | 1     |
|          | Indonesia       | 1     |

(Actualizado hasta el final de la temporada 12)

## Asientos en las mesas finales por países
| Posición | País                                                                  | Veces |
| -------- | --------------------------------------------------------------------- | ----- |
| 1º       | Estados Unidos                                                        | 83    |
| 2º       | Reino Unido                                                           | 73    |
| 3º       | Francia                                                               | 65    |
| 4º       | Suecia                                                                | 59    |
| 5º       | Alemania                                                              | 56    |
| 6º       | Italia                                                                | 44    |
| 7º       | Dinamarca                                                             | 38    |
| 8º       | Canadá                                                                | 35    |
| 9º       | Países Bajos - Noruega - Rusia                                        | 27    |
| 12º      | Finlandia                                                             | 20    |
| 13º      | España                                                                | 17    |
| 14º      | Irlanda                                                               | 16    |
| 15º      | Bélgica                                                               | 12    |
| 16º      | Rumanía                                                               | 9     |
| 17º      | Portugal - Hungría - Polonia                                          | 8     |
| 20º      | Austria - Bielorrusia                                                 | 7     |
| 21º      | Líbano - Grecia - Ucrania                                             | 6     |
| 25º      | República Checa                                                       | 5     |
| 26.º     | Bulgaria - Eslovaquia Australia - Suiza                               | 4     |
| 30.º     | Israel - Lituania - Brasil                                            | 3     |
| 33.º     | Chipre                                                                | 2     |
| 34.º     | N.Zelanda - Croacia - China - Venezuela - Sudáfrica - Letonia Estonia | 1     |

(Actualizado hasta el final de la temporada 9)

## Top 10 en Premios
| Posición | Evento                   | Lugar | Nombre               | Premio        |
| -------- | ------------------------ | ----- | -------------------- | ------------- |
| 1º       | EPT4 Monte Carlo         | 1st   | Glen Chorny          | 2,353,461.69€ |
| 2º       | EPT5 Monte Carlo         | 1st   | Pieter de Korver     | 2,250,307.40€ |
| 3º       | EPT5 Caribbean Adventure | 1st   | Poorya Nazari        | 2,208,887.09€ |
| 4º       | EPT3 Monte Carlo         | 1st   | Gavin Griffin        | 1,792,188.64€ |
| 5º       | EPT6 Monte Carlo         | 1st   | Nicolas Chouity      | 1,664,764.57€ |
| 6º       | EPT6 Caribbean Adventure | 1st   | Harrison Gimbel      | 1,619,850.53€ |
| 7º       | EPT4 Caribbean Adventure | 1st   | Bertrand Grospellier | 1,472,591.39€ |
| 8º       | EPT5 San Remo            | 1st   | Constant Rijkenberg  | 1,448,896.66€ |
| 9º       | EPT5 Barcelona           | 1st   | Sebastian Ruthenberg | 1,429,445.20€ |
| 10º      | EPT4 Monte Carlo         | 2nd   | Dénes Kaló           | 1,373,629.57€ |